# فتح‌الله توسلی
1- سوابق عمومی:
فتح‌الله توسلی دیپلمات و نماینده اصولگرای مجلس  که نمایندهٔ دورهٔ یازدهم و دوازدهم مجلس شورای اسلامی از حوزه انتخابیه بهار و کبودرآهنگ از استان همدان میباشد.
وی موفق شد در انتخابات میان‌دوره‌ای مجلس شورای اسلامی دوره یازدهم که در تاریخ ۲۸ خرداد ۱۴۰۰ برگزار شد، با کسب ۳۶ هزار و ۲۹۰ رای، از حوزه انتخابیه بهار و کبودرآهنگ از استان همدان انتخاب گردد و به مجلس راه یابد. وی عضو کمیسیون اقتصادی مجلس است.
توسلی جایگزین عیسی جعفری شد که تیرماه ۹۹ به دلیل ابتلا به کرونا درگذشت.
و همچنین در  انتخابات دوازدهمین دوره مجلس شورای اسلامی توانست با اکثریت آرا با کسب بیش از 38 هزار رای مجددا راهی مجلس شود استقبال مردم منطقه از توسلی بعد از پیروزی در انتخابات 1402
2- ویژگی های رفتار سیاسی و شخصی 
2-1: عملکرد در مجلس:
نطق توسلی و عدم رای اعتماد به وزیر پیشنهادی تعاون،کار و رفاه اجتماعی:
توسلی از نمایندگان صریح اللهجه مجلس یازدهم است . در جریان رای اعتماد به زاهدی وفا وزیر پیشنهادی تعاون،کار و رفاه اجتماعی با نشان دادن اسنادی فاش کرد که وی دارای اموال و املاک بیش از ۳۰۰۰ میلیارد تومان است و با نطق آتشین خود گفت: وزیری که ۳۰۰۰ میلیاردتومان پول دارد هرگز نمی تواند وزیر کارگران و افراد تحت پوشش بهزیستی و محرومان و معلولان باشد و درد آنها را درک کند و بفهمد . با این نطق زاهدی وفا از رسیدن به کرسی وزارت باز ماند.https://www.aparat.com/v/xuV4k
2-2: سئوال از وزیر بهداشت و کارت زرد مجلس به وزیر:
وی همچنین طراح سؤال از وزیر بهداشت بود و بعد از اعلام وصول سؤال و طرح در مجلس ،با سخنان قاطع و مستند توانست مجلس را قانع کند که کارت زرد به دکتر عین اللهی بدهند .
2-3: ابتکار عبارت محیط گلخانه ای و مسئولان
توسلی در نطق های خود موضوعات و مشکلات مربوط به زندگی و معیشت مردم به‌ویژه خودرو ،ارز، مسکن را مورد توجه خود قرار داده است و دریکی از نطقهای خود گفت:« برخی مسئولان از محیط گلخانه ای که برای خود ساخته اند خارج شوند،وضعیت مسکن،ارز و خودرو به هیچ وجه شایسته ملت بزرگ ایران نیست»
2-4: دیدگاههای توسلی درباره وضعیت خودرو:
توسلی از منتقدین جدی وضعیت خودرو در ایران است و در نطقهای خود به آن پرداخته است انتقاد تند توسلی به وضعیت خودرو در حضور وزیر صمت
خودرو آرزوی دست نیافتنی برای مردم ایران
3-حضور توسلی در شوراهای عالی:
توسلی در تاریخ۱شهریور ۱۴۰۱ با  رای نمایندگان مجلس به عنوان  عضو شورای نظارت بر اجرای اصل ۴۴ قانون اساسی 
ودر تاریخ ۱۱ آبان ۱۴۰۱ا ناظر در شورای عالی مقابله و پیشگیری از جرائم پولشویی و تأمین مالی تروریسم انتخاب شد 
توسلی در تاریخ  14 مرداد 1403 با رای نمایندگان مجلس به عنوان عضو ناظر مجلس  در هیات امنای صندوق توسعه ملی انتخاب شد
4- توسلی منتخب مجلس دوازدهم
مردم شهرستانهای بهار وکبودراهنگ در انتخابات سال 1402 مجددا به توسلی رای دادند و از معدود نمایندگانی بود که آرایش نسبت به دوره قبل افزایش داشت و حدود 40 درصد آرای حوزه را از آن خود کرد
5- توسلی پیگیر و حامی صنعت فرش و نساجی:
توسلی در مجلس یازدهم ودوازدهم برای حمایت از صنعت فرش و نساجی ایران اقدامات زیادی انجام داد و بعد از مدتها پیگیری از وزارت صنعت و معدن موافقت وزیر را برای اصلاح چارت وزارت و قرار گرفتن مرکز ملی فرش  زیر نظر فرش متقاعد و نهایتا با پیگیری های انجام شده در تاریخ 20 اردیبهشت 1404 مرکز ملی فرش مجددا احیا شد. این اقدام می تواند نقش بسیار مهمی در تقویت جایگاه فرش و صادرات ایفا نماید.
توسلی معتقد است که آمریکا علاوه بر مسائل اقتصادی ، به دلایل امنیتی فرش را تحریم کرده است. 
سخنرانی ایشان در اتاق بازرگانی شنیدنی است.https://www.aparat.com/v/g9286h8 سخنرانی دکتر توسلی در اتاق بازرگانی ایران درباره صنعت فرش و نساجی 
6- کارت زرد مجلس به وزیر فرهنگ و ارشاد اسلامی:
دکتر صالحی وزیر فرهنگ و ارشاد اسلامی در تاریخ 1404/5/7 برای پاسخگویی به سئوال توسلی در سه موضوع:«دلیل بی توجهی و ترک فعل در خصوص وظایف اصلی وزارتخانه»، «دلیل بی توجهی به تعهدات وزارتخانه در نقاط مختلف کشور و توزیع ناعادلانه اعتبارات در کشور» و «دلیل انتصابات خاص در وزارتخانه»،  مطرح شد و بعد از طرح سئوال و پاسخ وزیر ،نمایندگان از پاسخ های وزیر قانع نشدند و به وزیر ارشاد کارت زرد دادند.https://www.namayandeganema.ir/news/24441
توسلی در بخشی از سخنان خود گفت: سوال ما این است که وزارت فرهنگ تاکنون برای تولید محصولات فرهنگی مانند انیمیشن، سریال و فیلم ،تآتر،بازی و... چه اقداماتی داشته است؟ طبق برنامه هفتم توسعه، وزارت فرهنگ باید اقدام به ساخت ۲۰ فیلم سینمایی فاخر کند، اما ساخت این فیلم‌ها کلید نخورده است. وی در ادامه از انتشار برخی فیلمها مثل فیلم پیر پسر انتقاد کرد و : آیا وزیر فرهنگ خبر دارد که چه فیلم‌های سینمایی در کشور ساخته می‌شود؟ متأسفانه بسیاری از این فیلم‌ها منجر به طلاق در کشور شده است. وزیر فرهنگ باید بداند که فیلمی مانند پیر پسر چه بر سر جوانان می‌آورد.
مسئولان دولتی ،نمایندگان مجلس و مردم معتقدند دلیل موفقیت توسلی در کارت زرد دادن به وزرا این است که ایشان معمولا با ارائه مستندات  سخن می گوید،صریح و بی ملاحظه و البته با رعایت احترام سخن می کویدو مطالبات مردم را با زبان خود مردم بیان می کند ولاجرم آنچه از دل برآید بر دل نشیند! 